# Ерінн Смарт
Ерінн Смарт  (англ. Erinn Smart, 12 січня 1980) — американська фехтувальниця, олімпійська медалістка. Сестра фехтувальника Кіта Смарта.

## Виступи на Олімпіадах
| Олімпіада  | Дисципліна       | Місце |
| ---------- | ---------------- | ----- |
| Афіни 2004 | рапіра, особисті | 17    |
| Пекін 2008 | рапіра, особисті | 26    |
| Пекін 2008 | рапіра, командні | 2     |